# Greenfield (condado de La Crosse, Wisconsin)
Greenfield es un pueblo ubicado en el condado de La Crosse en el estado estadounidense de Wisconsin. En el Censo de 2010 tenía una población de 2.060 habitantes y una densidad poblacional de 26,47 personas por km².

## Geografía
Greenfield se encuentra ubicado en las coordenadas 43°46′7″N 91°4′50″O / 43.76861, -91.08056. Según la Oficina del Censo de los Estados Unidos, Greenfield tiene una superficie total de 77.81 km², de la cual 77.81 km² corresponden a tierra firme y (0%) 0 km² es agua.

## Demografía
Según el censo de 2010, había 2.060 personas residiendo en Greenfield. La densidad de población era de 26,47 hab./km². De los 2.060 habitantes, Greenfield estaba compuesto por el 98.35% blancos, el 0.24% eran afroamericanos, el 0% eran amerindios, el 0.44% eran asiáticos, el 0.05% eran isleños del Pacífico, el 0.44% eran de otras razas y el 0.49% pertenecían a dos o más razas. Del total de la población el 0.73% eran hispanos o latinos de cualquier raza.